# الشكور (أسماء الله الحسنى)
الشكور من أسماء الله الحسنى على وزن فعول بصيغة المبالغة ، ومن أسماء الله الحسنى أيضًا الشاكر ، ومعناه :أن الشكور هو الذي يزكو عنده القليل من أعمال العباد فيضاعف لهم الجزاء، فشكره لعباده مغفرته لهم.

## في القرآن الكريم
قد ورد في القرآن الكريم أربع مرات:
- في قوله تعالى: ﴿لِيُوَفِّيَهُمْ أُجُورَهُمْ وَيَزِيدَهُمْ مِنْ فَضْلِهِ إِنَّهُ غَفُورٌ شَكُورٌ﴾ سورة فاطر:30
- وفي قوله: ﴿إِنَّ رَبَّنَا لَغَفُورٌ شَكُورٌ﴾ سورة فاطر:34
- وفي قوله: ﴿وَمَنْ يَقْتَرِفْ حَسَنَةً نَزِدْ لَهُ فِيهَا حُسْناً إِنَّ اللَّهَ غَفُورٌ شَكُورٌ﴾ سورة الشورى:23
- وفي قوله: ﴿وَاللَّهُ شَكُورٌ حَلِيمٌ﴾ سورة التغابن:17 .

## في السنة النبوية
ورد معني شكر الله في الحديث : «قال رسول الله ﷺ :بينما رجل يمشي بطريق وجد غصن شوك على الطريق فأخره، فشكر الله له فغفر له»

## الأقوال في معناه
- قال السعدي : «من أسمائه تعالى الشاكر الشكور : وهو الذي يشكر القليل من العمل الخالص النقي النافع، ويعفو عن الكثير من الزلل ولا يضيع أجر من أحسن عملا بل يضاعفه أضعافا مضاعفة بغير عد ولا حساب، ومن شكره أنه يجزي بالحسنة عشرة أمثالها إلى سبعمائة ضعف إلى أضعاف كثيرة، وقد يجزي الله العبد على العمل بأنواع من الثواب العاجل قبل الآجل، وليس عليه حق واجب بمقتضى أعمال العباد وإنما هو الذي أوجب الحق على نفسه كرما منه وجودا، والله لا يضيع أجر العاملين به إذا أحسنوا في أعمالهم وأخلصوها لله تعالى[4]»
- قال الزجاج:[5] «الشكور من أسماء الله عز وجل - وكذلك الشاكر- معناه: أنه يزكو عنده القليل من الأعمال، فيضاعف لهم به الجزاء وكأن الشكر من الله تعالى هو إثابته الشاكر على شكره، فجعل ثوابه للشكر وقبوله للطاعة شكرا على طريقة المقابلة كما قال عز اسمه: ﴿فَمَنِ اعْتَدَى عَلَيْكُمْ فَاعْتَدُوا عَلَيْهِ بِمِثْلِ مَا اعْتَدَى عَلَيْكُمْ﴾سورة البقرة:194»
- قال ابن عباس في تفسير قوله تعالى: ﴿الْحَمْدُ لِلَّهِ الَّذِي أَذْهَبَ عَنَّا الْحَزَنَ إِنَّ رَبَّنَا لَغَفُورٌ شَكُورٌ﴾ : «غفر لهم الكثير من السيئات، وشكر لهم اليسير من الحسنات»[6]

## وصف العبد الشكور
وصف الشكور قد يُطلق على الإنسان، حيث أن الشكر لله عبادة في الإسلام:
- ذكر القرآن أن من يتصف بهذه الصفة هم قليل، فقال تعالى : ﴿وَقَلِيلٌ مِّنْ عِبَادِيَ الشَّكُورُ﴾سورة سبأ:13
- فقد وُصِفَ النبي نوح في القرآن الكريم بالعبد الشكور ، فقال تعالي ﴿ذُرِّيَّةَ مَنْ حَمَلْنَا مَعَ نُوحٍ ۚ إِنَّهُ كَانَ عَبْدًا شَكُورًا﴾ سورة الإسراء:3
- وذكر في الحديث، فعن عائشة قالت : «كان رسول الله ﷺ إذا صلى قام حتى تفطر رجلاه ، قالت عائشة : يا رسول الله أتصنع هذا وقد غُفِرَ لك ما تقدم من ذنبك وما تأخر ؟! ، فقال ﷺ : يا عائشة أفلا أكون عبدًا شكورًا»[8]

### عبادة الشكر
تحدث العديد من الآيات في القرآن الكريم عن أن الشكر لله عبادة، وعن جزاء الشاكرين، منها :
- قال تعالي في سورة الأعراف :﴿ثُمَّ لَآتِيَنَّهُمْ مِنْ بَيْنِ أَيْدِيهِمْ وَمِنْ خَلْفِهِمْ وَعَنْ أَيْمَانِهِمْ وَعَنْ شَمَائِلِهِمْ وَلَا تَجِدُ أَكْثَرَهُمْ شَاكِرِينَ ۝١٧﴾ [الأعراف:17].
- قال تعالي في سورة إبراهيم :﴿وَإِذْ تَأَذَّنَ رَبُّكُمْ لَئِنْ شَكَرْتُمْ لَأَزِيدَنَّكُمْ وَلَئِنْ كَفَرْتُمْ إِنَّ عَذَابِي لَشَدِيدٌ ۝٧﴾.
- قال تعالي في سورة إبراهيم :﴿وَلَقَدْ أَرْسَلْنَا مُوسَى بِآيَاتِنَا أَنْ أَخْرِجْ قَوْمَكَ مِنَ الظُّلُمَاتِ إِلَى النُّورِ وَذَكِّرْهُمْ بِأَيَّامِ اللَّهِ إِنَّ فِي ذَلِكَ لَآيَاتٍ لِكُلِّ صَبَّارٍ شَكُورٍ ۝٥﴾ [إبراهيم:5].